# محمدرضا داوودنژاد
محمدرضا داوودنژاد (زاده ۱۳۳۶ در تهران) بازیگر ایرانی است. وی برادر کوچک‌تر علیرضا داوودنژاد، کارگردان سینما است.

## فیلم‌شناسی

### سینما
- پیر پسر (۱۴۰۰)
- لب خط (۱۳۹۹)
- مصائب شیرین ۲ (۱۳۹۶)
- من دیوانه نیستم (۱۳۹۵)
- قیچی (۱۳۹۴)
- فراری (۱۳۹۴)
- ترنج (۱۳۹۱)
- دنیای پرامید (۱۳۹۱)
- کلاس هنرپیشگی (۱۳۹۰)
- شش نفر زیر باران (۱۳۸۹)
- مرهم (۱۳۸۹)
- در امتداد شهر (۱۳۸۹)
- ماه‌وش (۱۳۸۶)
- راننده تاکسی (۱۳۸۵)
- هوو (۱۳۸۴)
- هشت‌پا (۱۳۸۳)
- قدمگاه (۱۳۸۲)
- ملاقات با طوطی (۱۳۸۲)
- دختری در قفس (۱۳۸۱)
- بانوی کوچک (۱۳۸۰)
- ساقی (۱۳۸۰)
- بهشت از آن تو (۱۳۷۹)
- آقای رئیس‌جمهور (۱۳۷۹)
- خاکستری (۱۳۷۹)
- مصائب شیرین (۱۳۷۷)
- غریبانه (۱۳۷۶)
- مهر مادری (۱۳۷۶)
- عاشقانه (۱۳۷۴)
- خلع سلاح (۱۳۷۳)
- نیاز (۱۳۷۰)
- خانه عنکبوت (۱۳۶۲)
- عفریت (۱۳۶۱)

### تلویزیون
- - تاریخ قشم (۱۳۶۵)
- سرنخ (۱۳۷۵)
- مجتمع مسکونی فرخ و فرج (۱۳۷۷)
- پرونده ژینو (۱۳۷۹)
- دیوار شیشه‌ای (۱۳۷۹)
- پلیس جوان (مجموعه تلویزیونی) (۱۳۸۰)
- چه کسی به سرهنگ شلیک کرد؟ (۱۳۸۴)
- نردبام آسمان (۱۳۸۸)
- موج و صخره (۱۳۸۹)
- قلب یخی (فصل اول) (نمایش خانگی - ۱۳۸۹)
- قلب یخی (فصل دوم) (نمایش خانگی - ۱۳۹۰)
- شمعدونی (۱۳۹۳)
- امین (مجموعه تلویزیونی)(۱۳۹۴)
- محله گل و بلبل (۱۳۹۵)
- محله گل و بلبل ۲ (۱۳۹۶)
- محله گل و بلبل ۳ (۱۳۹۷)
- ستایش (فصل سوم) (۱۳۹۸)
- کلبه عمو پورنگ (۱۴۰۰)
- خوشنام (۱۴۰۱)

## دستیار کارگردان
- شاهرگ (۱۳۵۴)

## جشنواره‌ها
جشنواره‌های محمدرضا داوودنژاد به شرح زیر است
- دیپلم افتخار نقش اول مرد برای فیلم خلع سلاح - جشنواره فیلم فجر ـ دوره سیزدهم
- کاندیدا نقش دوم مرد برای فیلم نیاز - جشنواره فیلم فجر ـ دوره دهم
- کاندیدا نقش دوم مرد برای فیلم عاشقانه - جشنواره فیلم فجر ـ دوره چهاردهم
- کاندیدا نقش اول مرد برای فیلم مصائب شیرین - جشنواره فیلم فجر ـ دوره هفدهم